# العلاقات الأوغندية الكونغوية
العلاقات الأوغندية الكونغولية هي العلاقات الثنائية التي تجمع بين أوغندا وجمهورية الكونغو.

## مقارنة بين البلدين
هذه مقارنة عامة ومرجعية للدولتين:
| وجه المقارنة                                              | أوغندا                        | [[تصنيف:صفحات تستخدم رمز علم غير موجود\|]] جمهورية الكونغو |
| --------------------------------------------------------- | ----------------------------- | ---------------------------------------------------------- |
| المساحة (كم2)                                             | 241.04 ألف                    | 342.00 ألف                                                 |
| عدد السكان (نسمة)                                         | 42.86 مليون                   | 5.26 مليون                                                 |
| الكثافة السكانية (ن./كم²)                                 | 177.81                        | 15.38                                                      |
| العاصمة                                                   | كامبالا                       | برازافيل                                                   |
| اللغة الرسمية                                             | لغة إنجليزية، اللغة السواحلية | لغة فرنسية                                                 |
| العملة                                                    | شيلينغ أوغندي                 | فرنك وسط أفريقي                                            |
| الناتج المحلي الإجمالي (بليون دولار)                      | 25.89 مليار                   | 8.72 مليار                                                 |
| الناتج المحلي الإجمالي (تعادل القوة الشرائية) بليون دولار | 72.25 مليار                   | 29.48 مليار                                                |
| الناتج المحلي الإجمالي الاسمي للفرد دولار أمريكي          | 705                           | 1.85 ألف                                                   |
| الناتج المحلي الإجمالي للفرد دولار أمريكي                 | 1.77 ألف                      |                                                            |
| مؤشر التنمية البشرية                                      | 0.483                         | 0.591                                                      |
| رمز المكالمات الدولي                                      | +256                          | +242                                                       |
| رمز الإنترنت                                              | .ug                           | .cg                                                        |
| المنطقة الزمنية                                           | ت ع م+03:00                   | ت ع م+01:00                                                |

## منظمات دولية مشتركة
يشترك البلدان في عضوية مجموعة من المنظمات الدولية، منها:
| علم المنظمة | اسم المنظمة                                 | تاريخ انضمام أوغندا | تاريخ انضمام جمهورية الكونغو |
| ----------- | ------------------------------------------- | ------------------- | ---------------------------- |
|             | البنك الدولي للإنشاء والتعمير               | 27 سبتمبر 1963      | 10 يوليو 1963                |
|             | يونسكو                                      | 9 نوفمبر 1962       | 24 أكتوبر 1960               |
|             | منظمة التجارة العالمية                      | ?                   | ?                            |
|             | وكالة ضمان الاستثمار متعدد الأطراف          | 10 يونيو 1992       | 16 أكتوبر 1991               |
|             | البنك الإفريقي للتنمية                      | ?                   | ?                            |
|             | منظمة الشرطة الجنائية الدولية               | ?                   | ?                            |
|             | مؤسسة التمويل الدولية                       | 27 سبتمبر 1963      | 1 أكتوبر 1980                |
|             | الأمم المتحدة                               | 25 أكتوبر 1962      | 20 سبتمبر 1960               |
|             | الاتحاد الأفريقي                            | ?                   | ?                            |
|             | مجموعة دول أفريقيا والكاريبي والمحيط الهادئ | ?                   | ?                            |
|             | مؤسسة التنمية الدولية                       | 27 سبتمبر 1963      | 8 نوفمبر 1963                |
|             | الفريق المعني برصد الأرض                    | ?                   | ?                            |
|             | منظمة حظر الأسلحة الكيميائية                | ?                   | ?                            |
|             | المركز الدولي لتسوية المنازعات الاستشارية   | 14 أكتوبر 1966      | 14 أكتوبر 1966               |

## وصلات خارجية
- موقع وزارة الخارجية الأوغندية